# Odile Kennel

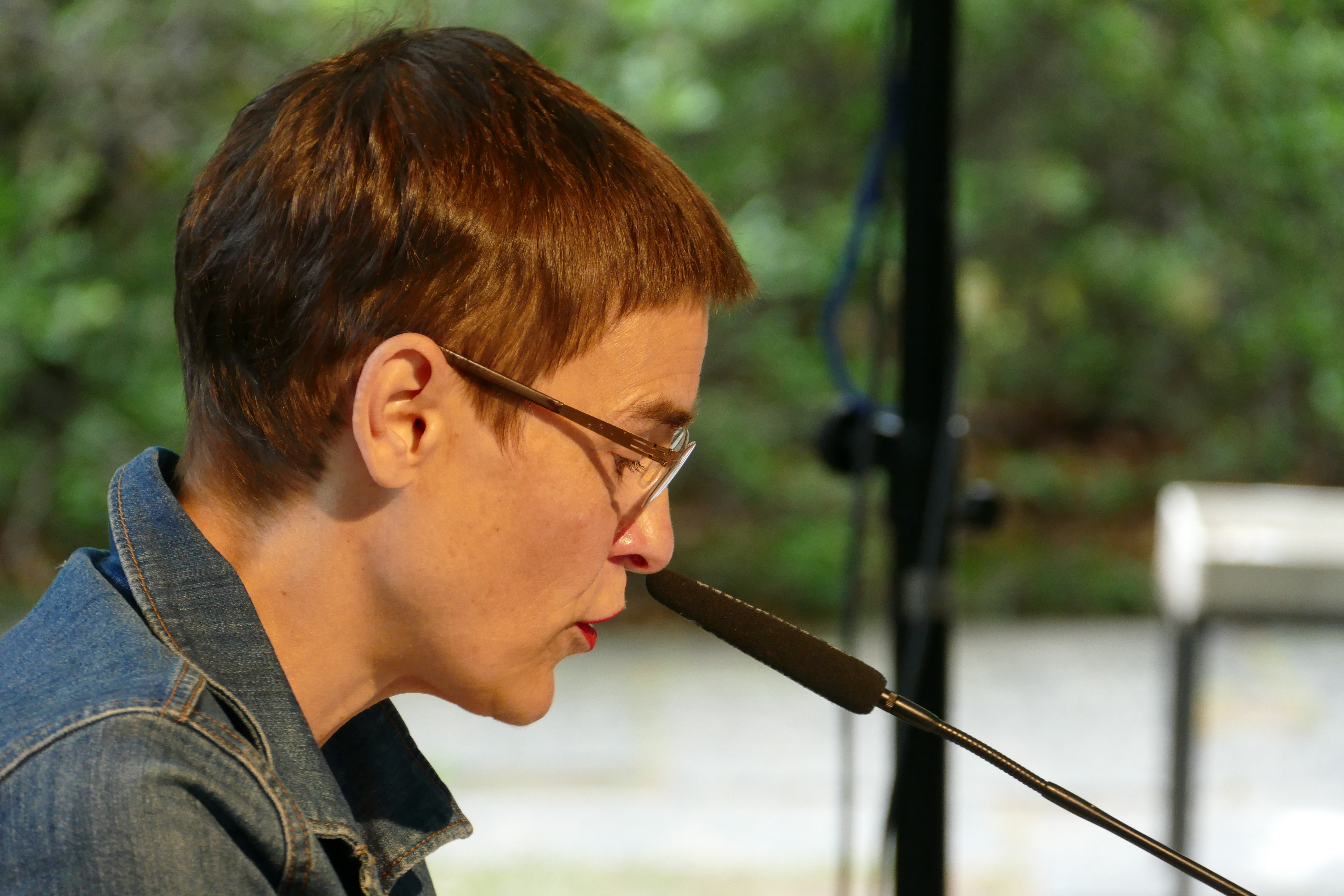
Odile Kennel beim Poesiefestival Berlin 2018

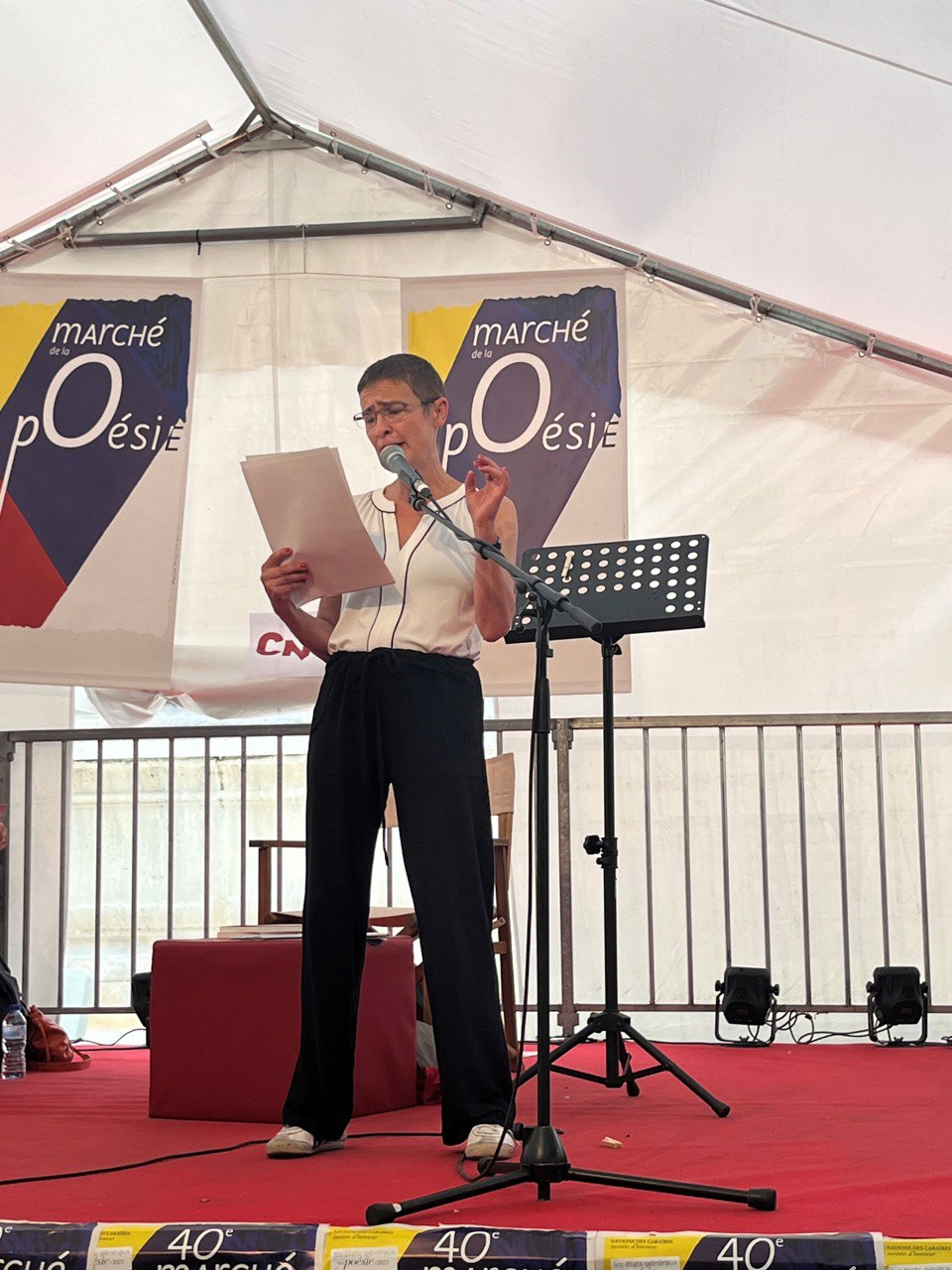
Odile Kennel auf dem Marché de la Poésie 2023

Odile Kennel (* 1967 in Bühl) ist eine deutsch-französische Dichterin, Schriftstellerin und Übersetzerin.

## Leben und Werk
Odile Kennel wuchs zweisprachig auf. Sie studierte in Tübingen, Berlin und Lissabon Kultur- und Politikwissenschaften und in Bukarest und Dijon Kulturmanagement.
Neben der schriftstellerischen Tätigkeit, die mit zahlreichen Auszeichnungen bedacht wurde, übersetzt Odile Kennel, die viele Jahre in der Kulturvermittlung tätig war, Lyrik aus dem Französischen, Portugiesischen, Spanischen und Englischen.
Zum 2013 erschienenen Gedichtband oder wie heißt diese interplanetare Luft heißt es: „In einer Mischung aus Reflexion und Staunen erkundet Odile Kennel unsere Existenz, scheut Themen wie Liebe und Sterben nicht, lässt aber auch Taschendiebe oder Meteorologen zur Sprache kommen. Ihre Gedichte, mal erzählend, mal sprachverspielt, immer getrieben von Rhythmus und Klang [....]“
Odile Kennel lebt in Berlin.

## Publikationen

### Prosa
- Mit Blick auf See. Roman. dtv, München 2017, ISBN 978-3-423-28113-3
- Was Ida sagt. Roman. dtv, München 2011, ISBN 978-3-423-24896-9
- Wimpernflug. Eine atemlose Erzählung. Edition Ebersbach, Dortmund 2000.

### Lyrik
- Irgendetwas dazwischen. Mit Illustrationen von Anja Nolte. Verlagshaus Berlin, Berlin 2023. ISBN 978-3-910320-06-2
- Hors Texte. Mit Illustrationen von Martina Liebig. Verlagshaus Berlin, Berlin 2019. ISBN 978-3-945832-32-5
- oder wie heißt diese interplanetare Luft. dtv, München 2013. ISBN 978-3-423-24973-7

### Essays
- Lust. Verlagshaus Berlin, Berlin 2021. ISBN 978-3-945832-47-9
- Eine Blume am revers des Elends. Douglas Diegues übersetzen (aus dem Wilden Portunjoll).[5]
- Hammer, der Champagner! Anmerkungen zum Übersetzen eines Gedichts von Jacques Darras. In: Nachdichten. Hrsg. von Jan Wagner/Jo Lendle (Hrsg.) Akzente 2/2017.

### Übersetzungen von Lyrik
- Lisette Lombé: Brennen brennen brennen. Aus dem Französischen (Belgien). Assoziation A. Berlin 2024.
- Douglas Diegues: With the hands in the Matsch. Übersetzungen aus dem Wilden Portunjoll (Brasilien/Paraguay). hochroth Verlag. Berlin 2022.
- Margarida Vale de Gato: Die nicht reklamierten Reste. Aus dem Portugiesischen (Portugal). hochroth Verlag, Berlin 2021.
- Luiza Neto Jorge: Ein äußerst spitzes Duell. Aus dem Portugiesischen (Portugal). hochroth Verlag, Berlin 2021.
- Luis Luna: Unwetter. Aus dem Spanischen (Spanien). Parasitenpresse, Köln 2021.
- Pablo Jofré: Berlin-Manila. Aus dem Spanischen (Chile/Spanien). Parasitenpresse 2021.
- Angélica Freitas: Der Uterus ist groß wie eine Faust. Aus dem Portugiesischen (Brasilien). Elif Verlag, Nettetal 2020.
- Angélica Freitas: Rilke Shake Remix. Chapbook im Eigenverlag, Berlin 2020.
- Raquel Nobre Guerra: Senhor Roubado. Aus dem Portugiesischen (Portugal). hochroth Verlag, Berlin 2019.
- Jacques Darras: Ode an den Champagner. Aus dem Französischen (Frankreich). KLAK-Verlag, Berlin 2018.
- Robin Coste Lewis: Die Reise der Schwarzen Venus. Aus dem Englischen (USA). Steidl Verlag, Göttingen 2017.
- Jacques Darras: Endlich raus aus dem Wald. 1914 noch einmal von vorne. Ein rasendes Thesengedicht. Aus dem Französischen (Frankreich). KLAK-Verlag, Berlin 2017.
- Érica Zíngano: Für nach dem Abendessen. Brief an die Latinale. hochroth 2014.
- Érica Zíngano: Ich weiß nicht, warum. Zeichnungen und Texte für Unica Zürn. Aus dem Portugiesischen (Brasilien). hochroth Verlag, Berlin 2013.
- Ricardo Domeneck: Körper: ein Handbuch. Aus dem Portugiesischen (Brasilien), Verlagshaus J. Frank, Berlin 2013.
- Damaris Calderón: Sprache und Scharfrichter. Aus dem Spanischen (Kuba/Chile). Parasitenpresse, Köln 2011.
- Angélica Freitas: Rilke Shake. Gedichte, zweisprachig, aus dem Portugiesischen (Brasilien). Luxbooks, Wiesbaden 2011.
- Jean Portante: Die Arbeit des Schattens. Aus dem Französischen (Luxemburg). Editions PHI, Elsch/Alzette 2005.

### Kinderbuchübersetzungen
- Amélie Javaux, Annick Masson: Der Tag, an dem ich den bösen Wolf verjagte. Kindermann Verlag, 2022.
- Benjamin Flouw: Die goldene Funkelblume. Gestalten, 2018.
- Thomas Baas: Der Rattenfänger von Hameln. Gestalten, 2016.
- Alice Brière Haquet/CSIL: Madame Eiffel. Gestalten, 2015.
- Gerard Lo Monaco: Die kleine Welt aus Papier. Gestalten, 2015.
- Sonia Goldie, Marc Boutavant: Kleine Hausgeister. Gestalten, 2014.
- Marie-Sabine Roger, Nathalie Choux: Lou Karibu. Gestalten, 2014.
- David Sire, Thomas Baas: Plitsch, der Regenschirm-Mann. Gestalten, 2014.

### Beiträge in Anthologien und Literaturzeitschriften (Auswahl)
- Unmögliche Liebe. Die Kunst des Minnesangs in neuen Übertragungen. Hrsg. von Tristan Marquardt, Jan Wagner. Hanser, München 2017.
- Anja Beyer, Daniela Seel (Hrsg.): all dies hier, Majestät, ist deins: Lyrik im Anthropozän. Kookbooks, Berlin 2016.
- VERSschmuggel/reVERSible. Gedichte deutsch, englisch, schottisch-gälisch. Wunderhorn/Freight, 2015.
- Erika Kronabitter (Hrsg.): HAB DEN DER DIE DAS. Friederike Mayröcker zum 90. Geburtstag. Edition Art Science, Sankt Wolfgang 2014.
- Atmendes Alphabet für Friederike Mayröcker. In: Theo Breuer, Traian Pop (Hrsg.): Matrix 28. Pop Verlag, Ludwigsburg 2012.

## Auszeichnungen
- 2025. Günther de Bruyn-Stipendium (gemeinsam mit Jan Beumelburg)
- 2024: Werkstipendium des Deutschen Literaturfonds[6]
- 2024: Dörlemann-Preis der Hotlist der unabhängigen Verlage für irgendetwas dazwischen
- 2023: Shortlist Preis der Bücherfrauen mit Lust
- 2023: Gastdozentur des Deutschen Übersetzerfonds im WS 2023/24
- 2023: Übersetzungsstipendium des Berliner Senats
- 2022: Paul Scheerbart-Preis für Übersetzung der Heinrich Maria Ledig-Rowohlt-Stiftung
- 2022: Gastdozentur des Deutschen Übersetzerfonds im WS 2022/23
- 2022: Neustartstipendium der VG Wort
- 2021: Recherchestipendium des Berliner Senats
- 2021: Finalistin bei Lyrikpreis Meran
- 2020: Arbeitsstipendium des DÜF für die Übersetzung des Gedichtbandes Der Uterus ist groß wie eine Faust von Angélica Freitas
- 2019: Bodestipendium des DÜF als Mentorin
- 2018: Toledo-Mobilitätsstipendium
- 2017: Sonderpreis Lyrik der Zeitschrift erostepost
- 2016: Elmar-Tophoven-Stipendium
- 2016: Autorin des Jahres der Autorinnenvereinigung[7]
- 2016: Stipendium der Stiftung Preußische Seehandlung Berlin
- 2016: Arbeitsstipendium des Berliner Senats
- 2015: Arbeitsstipendium des DÜF für die Übersetzung des Gedichtbandes Endlich raus aus dem Wald von Jacques Darras
- 2015: Nominiert für den Alfred-Döblin-Preis
- 2014: 2. Platz beim Lyrikpreis München
- 2014: Aufenthaltsstipendium im BCWT Visby/Gotland des Künstlerhaus Ahrenshoop
- 2014: Stipendium des Stuttgarter Schriftstellerhauses[8]
- 2013: Gisela-Scherer-Stipendium
- 2012: Arbeitsstipendium des DÜF für die Übersetzung von Ricardo Domeneck: Körper: Ein Handbuch
- 2011: Alfred-Döblin-Stipendium
- 2011: Teilnahme an der Erlanger Übersetzerwerkstatt[9]
- 2011: Stipendium der Stiftung Künstlerdorf Schöppingen
- 2009: Arbeitsstipendium des DÜF, für die Übersetzung des Gedichtbandes Rilke Shake von Angélica Freitas
- 2004: 1. Preis des Rheinsberger Autorinnenforums[10]
- 2004: Auslandsrecherchestipendium des VS/Auswärtigen Amtes, für Was Ida sagt
- 2001: Aufenthaltsstipendium im Künstlerhaus Lukas der Stiftung Kulturfonds
- 2000: Arbeitsstipendium für Berliner Autorinnen und Autoren des Berliner Senats
- 1996: Würth-Literaturpreis